# Abílio de Noronha
Abílio Augusto de Noronha e Silva, mais conhecido como Abílio de Noronha (19 de fevereiro de 1862 – Rio de Janeiro, 25 de dezembro de 1927) foi um militar brasileiro, comandante da 2.ª Região Militar (2.ª RM), em São Paulo, durante a deflagração da Revolta Paulista de 1924. Como oficial de infantaria do Exército Brasileiro, atingiu a patente de general de divisão.

## Carreira
Nascido no Pará, ingressou no Exército em 1878. Em 1897, durante a Guerra de Canudos, já estava no posto de capitão, servindo no estado-maior do general Artur Oscar de Andrade Guimarães. Nesse conflito, foi colega de barraca de Euclides da Cunha, autor de Os Sertões. Em 1915, como coronel, comandava o 3.º Regimento de Infantaria, presidindo o inquérito aberto para apurar a Revolta dos Sargentos planejada, mas não concretizada naquele ano. Seus escritos são a fonte de maior destaque a respeito dessa conspiração.
Como general, comandou a 2.ª RM de 1922 a 1924, enfrentando duas revoltas tenentistas. Na primeira, em 1922, a guarnição de São Paulo estava legalista, e Noronha enviou uma coluna para a divisa com Mato Grosso, onde o comando havia aderido à Revolta dos 18 do Forte. O impasse terminou com a rendição sem resistência dos mato-grossenses.

## Revolta de 1924
Nos dois anos seguintes, uma intensa atividade conspiratória, visando um levante a partir da cidade de São Paulo, ocorreu nos quartéis da 2.ª RM. Noronha quis ser isento, sem distinguir seus subordinados entre partidários e inimigos do governo, e sem perseguir os oficiais foragidos que viviam em São Paulo. Ainda assim, manteve os comandantes de suas unidades sob constante vigilância e repassou ao governo estadual (ocupado por Washington Luís e depois Carlos de Campos) as informações que recebia sobre a conspiração. Em 26 de junho ele solicitou ao Ministério da Guerra a remoção de dois comandantes suspeitos; as remoções não foram feitas a tempo, e as suspeitas se confirmariam durante a revolta. Às vésperas do movimento, Noronha repetidamente exigiu compromissos de lealdade de seus subordinados.
Na noite de 4 de julho, Noronha ficou até as 02h00 da madrugada numa festa do consulado americano para o Dia da Independência dos Estados Unidos. Ele só pôde dormir até as 04h30, quando foi acordado apressadamente pelo capitão Grimualdo Teixeira Fávila, do 4.º Batalhão de Caçadores (BC). Vários oficiais estranhos à unidade haviam recolhido dezenas de soldados. Ainda vestindo seu uniforme de gala, ele seguiu ao quartel-general da Região Militar, de onde avisou o governador Carlos de Campos e mandou um tenente transmitir a notícia ao Ministério da Guerra, no Rio de Janeiro. Em seguida, reuniu outros oficiais e foi ao quartel do 4.º BC, onde o comandante havia acabado de chegar.
Na volta, encontrou o quartel do 4.º Batalhão da Força Pública (BFP), na Luz, ocupado por 30 soldados do Exército, e não da Força Pública. Com toda a força de sua posição na hierarquia, Noronha mandou-os descarregar suas armas e voltar, presos, ao 4.º BC. No interior do quartel, libertou os oficiais da Força Pública detidos pelos rebeldes, ordenando-os que prendessem qualquer um que entrasse sem sua autorização. Ele e seus oficiais prosseguiram ao Corpo-Escola, onde Noronha repetiu o feito, arrancando as armas dos sentinelas indecisos e mandando-os de volta a seu quartel. Seus oficiais desarmaram uma patrulha do Regimento Escola da Força Pública. Em quinze minutos, haviam subtraído 200 soldados da revolta, sem disparar um tiro. O tenente Asdrúbal Gwyer de Azevedo, com revólver em punho, deu ordem de prisão ao general, que não aceitou; perplexo, o tenente fugiu pelos fundos.
O capitão Joaquim Távora adentrou então o quartel com um grupo de soldados da Força Pública e novamente tentou prendê-lo com um revólver apontado. O general desafiou-o a puxar o gatilho. O impasse continuou até a chegada do líder da revolta, o general Isidoro Dias Lopes, e o coronel João Francisco Pereira de Souza, que insistiu a Noronha: “o senhor fica preso, general: se Pedro II o foi, por que o senhor não pode ser?” Isidoro, seu conhecido, deixou Noronha preso com seus oficiais no Corpo-Escola, pois ele não aceitou ficar sob palavra em sua residência.
O impacto da ação legalista nas primeiras horas da revolta foi decisivo. Os rebeldes só perceberam a contrarrevolta no 4.º BFP quando Joaquim e Juarez Távora, Castro Afilhado e outros oficiais entraram desavisados nesse quartel e foram presos. O próximo passo no plano, a marcha para o Rio de Janeiro, foi suspenso para lidar com os legalistas dentro de São Paulo. Enquanto prisioneiro, Noronha foi procurado por José Carlos de Macedo Soares, presidente da Associação Comercial de São Paulo, para intermediar um cessar-fogo entre os revoltosos e os legalistas. Após ler as demandas de Isidoro, que incluíam a renúncia do presidente, Noronha recusou-se a participar, pois isto seria para ele um “golpe na soberania nacional pelo gume das baionetas”.

## Narrando a VerdadeeO Resto da Verdade
Após a derrota dos revoltosos em São Paulo, Noronha foi acusado de ter se mantido alheio à conspiração. Para Carlos de Campos, o general era o “maior culpado de tudo”, “não passa de um bailarino”. Sua defesa veio nos livros Narrando a Verdade e O Resto da Verdade, nos quais fez uma análise militar crítica das operações legalistas na retomada de São Paulo. Por não pertencer à “linha dura” do governo, condenou o bombardeio de artilharia e a destruição que ele causou para a população. O material no livro foi cuidadosamente lido pelos investigadores do inquérito policial sobre o movimento. Eles ainda assim acusaram-no de negligência, citando suas “demasias que a longa investigação criminal constante dos inquéritos categoricamente desmente”. Uma das cartas usadas pelo general em sua defesa, dirigida ao marechal Carneiro da Fontoura, chefe de polícia do Distrito Federal, foi considerada comprometedora pela investigação.